# 陳崇慶
陳崇慶（？—？），字懋貞，直隸常州府武進縣民籍，江陰縣人，明朝政治人物。

## 生平
嘉靖十三年（1534年）甲午科應天府鄉試第三十五名，嘉靖十四年（1535年）聯捷乙未科第二甲第三十名進士。

## 家族
曾祖陳璿；祖父陳叔端；父陳政，母蔣氏；繼母謝氏。